# Solbjerg (Frederiksberg Kommune)
 For alternative betydninger, se Solbjerg. (Se også artikler, som begynder med Solbjerg)
Solbjerg var en landsby beliggende ved det nuværende centrum af Frederiksberg. Byen har navn efter Solbjerget – i dag kaldet Valby Bakke.
Landsbyen blev nedlagt i 1620, og dens jord blev lagt ind under den nyoprettede ladegård ved Sankt Jørgens Sø, hvis jorder kom til at omfatte det meste af den nuværende Frederiksberg Kommune. Markerne ved Solbjerg blev i 1651 bortforpagtet til 20 nederlandske amagerbønder, der opførte landsbyen Ny Amager ved Allégade.
I dag indgår navnet Solbjerg i en række lokaliteter i det centrale Frederiksberg, blandt andet Solbjerg Sogn og Solbjerg Plads.
I 2006 skiftede Solbjerg Station navn til Fasanvej Station efter ønske fra Frederiksberg Kommune, da navnet Solbjerg blev anset for mindre kendt udenfor lokalområdet.